# 4 giugno
Il 4 giugno è il 155º giorno del calendario gregoriano (il 156º negli anni bisestili). Mancano 210 giorni alla fine dell'anno.

## Eventi
- 780 a.C. – In Cina viene registrata la prima eclissi solare storica;
- 1039 – Enrico III diventa imperatore del Sacro Romano Impero;
- 1070 – Viene prodotto per la prima volta il formaggio erborinato Roquefort in una grotta nei pressi di Roquefort-sur-Soulzon, nella Francia centrale;
- 1170 – Viene sottoscritto il trattato di Sahagún tra Alfonso VIII di Castiglia e Alfonso II d'Aragona;
- 1745 – Nella battaglia di Hohenfriedberg l'esercito prussiano sconfigge l'esercito della Lega Prammatica di Carlo Alessandro di Lorena;
- 1760 – I piantatori del New England arrivano in Nuova Scozia (Canada) per prendere possesso delle terre strappate agli Acadiani;
- 1763 – In quella che oggi è Mackinaw City (Michigan), gli indiani Chippewa catturano Fort Michilimackinac distraendo l'attenzione della guarnigione con una partita di lacrosse, rincorrendo quindi la palla all'interno del fortino;
- 1783 – I fratelli Montgolfier compiono il primo volo umano in mongolfiera;
- 1792 – Il capitano George Vancouver reclama lo Stretto di Puget in nome del Regno di Gran Bretagna;
- 1812 – Guerra del 1812: il Congresso degli Stati Uniti vota per la guerra contro il Regno Unito di Gran Bretagna e Irlanda;
- 1814 – Luigi XVIII concede la Carta del 1814;
- 1859 – Seconda guerra d'indipendenza italiana: battaglia di Magenta;
- 1862 – Guerra di secessione americana: le truppe confederate evacuano Fort Pillow sul fiume Mississippi, aprendo la strada per le truppe dell'Unione che prenderanno Memphis (Tennessee);
- 1876 – Un treno espresso arriva a San Francisco, in California, dopo solo 83 ore dalla partenza da New York;
- 1878 – L'Impero ottomano cede Cipro al Regno Unito;
- 1913 – La suffragetta Emily Davison si pone davanti al cavallo del re Giorgio V durante il Derby di Epsom ad Anmer: verrà calpestata e morirà pochi giorni dopo senza aver ripreso conoscenza;
- 1917 – Vengono assegnati i primi Premi Pulitzer: Maude H. Elliott, Florence Hall e Laura E. Richards ricevono il primo Pulitzer per una biografia (dedicata a loro madre Julia Ward Howe), Jean Jules Jusserand riceve il primo Pulitzer per la storia per il suo lavoro With Americans of Past and Present Days, e Herbert B. Swope riceve il primo Pulitzer per il giornalismo per il suo lavoro per il New York World;
- 1920 – Il Trattato del Trianon viene firmato a Parigi;
- 1924 – Satyendranath Bose spedisce ad Albert Einstein una lettera di presentazione contenente il suo articolo su una nuova derivazione della Legge di Planck, chiedendogli se l'articolo fosse degno di essere pubblicato su una rivista tedesca (Zeitschrift für Physikalische Chemie) e, in tal caso, di aiutarlo nella traduzione dall'inglese al tedesco: inizia così la collaborazione fra i due fisici che avrebbe portato, fra i risultati più noti, alla scoperta teorica del Condensato di Bose-Einstein, un nuovo stato della materia che si presenta a temperature prossime allo zero assoluto;
- 1936 – Léon Blum diventa primo ministro di Francia;
- 1940 – Seconda guerra mondiale: viene completata l'Evacuazione di Dunkerque;
- 1942
  - Seconda guerra mondiale: inizia la battaglia delle Midway;
  - Viene fondato il Partito d'Azione;
  - Muore Reinhard Heydrich, Reichsprotektor di Boemia e Moravia;
- 1944 – Seconda guerra mondiale: le truppe alleate statunitensi guidate dal generale Mark Wayne Clark liberano Roma;
- 1960 – Massacro del lago Bodom, in Finlandia, durante il quale vengono uccisi tre adolescenti;
- 1964 – I Beatles iniziano il loro primo tour mondiale con un concerto a Copenaghen; il batterista Ringo Starr, costretto a letto per una tonsillite, viene sostituito per le prime cinque tappe da Jimmy Nicol con indosso i suoi abiti;
- 1970 – Tonga ottiene l'indipendenza dal Regno Unito;
- 1979 – Il primo ministro del Sudafrica Balthazar Johannes Vorster è costretto a rassegnare le dimissioni a causa degli scandali che lo coinvolgono;
- 1986 – Jonathan Pollard si dichiara colpevole di spionaggio per aver venduto segreti dell'intelligenza militare degli Stati Uniti d'America a Israele;
- 1989
  - I dimostranti di piazza Tiananmen, a Pechino, vengono repressi: tutto viene filmato dalle televisioni;
  - La vittoria di Solidarność nelle prime elezioni parlamentari parzialmente libere della Polonia del dopoguerra innesca una sequenza di pacifiche rivoluzioni anticomuniste nell'Europa orientale;
- 1994 – Marco Pantani vince la 14ª tappa del Giro d'Italia (Lienz-Merano), la sua prima vittoria da professionista;
- 1996 – L'Ariane 5 esplode durante il lancio;
- 2002
  - Gli astronomi Chad Trujillo e Mike Brown scoprono 50000 Quaoar al California Institute of Technology;
  - La cantante canadese Avril Lavigne pubblica il suo album di debutto Let Go;
- 2006 – I sammarinesi si recano al voto per rinnovare il Consiglio Grande e Generale della repubblica;
- 2010 – A Dacca, in Bangladesh, muoiono 116 persone in un incendio causato da un trasformatore elettrico;
- 2017 – La cantante statunitense Ariana Grande organizza il concerto-evento di beneficenza One Love Manchester per commemorare le vittime di un attentato svoltosi dopo un suo concerto il precedente 22 maggio a Manchester[1].

## Nati
Ci sono circa 1 120 voci su persone nate il 4 giugno; vedi la pagina Nati il 4 giugno per un elenco descrittivo o la categoria Nati il 4 giugno per un indice alfabetico.

## Morti
Ci sono circa 490 voci su persone morte il 4 giugno; vedi la pagina Morti il 4 giugno per un elenco descrittivo o la categoria Morti il 4 giugno per un indice alfabetico.

## Feste e ricorrenze

### Civili
Internazionali:
- Giornata internazionale dei fanciulli vittime di aggressioni

Nazionali:
- Tonga – Festa nazionale

### Religiose
Cristianesimo:
- Sant'Alonio, anacoreta
- San Filippo Smaldone, presbitero
- San Francesco Caracciolo, sacerdote
- Santa Isabella Maria della Passione, suora clarissa
- San Metrofane di Bisanzio, vescovo
- Santi Nicola e Trano, anacoreti
- Sant'Ottato di Milevi, vescovo
- San Petroc, abate
- San Quirino di Siscia, vescovo e martire
- San Quirino di Tivoli, martire
- Beato Antonio Zawistowski e Stanislao Starowieyski, martiri
- Beato Francesco Pianzola, sacerdote
- Beata Menda Isategui, vergine mercedaria
- Beato Pacifico da Novara, religioso